# 侍中群要
侍中群要（じちゅうぐんよう）は、平安時代以後、朝廷にあって機密の事務をつかさどった高級官僚の蔵人（侍中）に関する種々な事例を集めて記した有職故実書である。全10巻。著者・成立ともに不明だが、最新の記事は延久3年（1071年）であることから、それ以降の成立である。橘広相を著者とする説もあるが、成立時期からすると誤りである。
現存する最古の完本は、鎌倉幕府第15代執権北条貞顕が嘉元4年（1306年）に書き写させた金沢文庫本で、名古屋市が所有（蓬左文庫保管）し、国の重要文化財である。この「金沢文庫本」（蓬左文庫蔵、重要文化財）を翻刻し解説と索引を付した目崎徳衛 校訂・解説『侍中群要』吉川弘文館1985年、オンデマンド版、2023年、ISBN　9784642721332　がある。

## 記載例
- 犬狩り[5]
- 宇治川網代の鮎釣り - 「鮎」の字が現れる最古の書物
- 湯巻[6]
- 直衣
- 麹塵袍
- 湯漬け
- 昇殿
- イセエビ